# 聖塔克勞斯 (印地安納州)
聖塔克勞斯（英語：Santa Claus）是一個位於美國印地安納州斯潘塞縣的城鎮。

## 人口
根據2010年美國人口普查的數據，聖塔克勞斯的面積為17.76平方千米，當中陸地面積為17.69平方千米，而水域面積為0.07平方千米。當地共有人口425人，而人口密度為每平方千米24人。